# Jean-Claude Pagal
Jean-Claude Pagal (Yaoundé, 15 de setembro de 1964) é um ex-futebolista camaronês que jogava como volante. Ele competiu na Copa do Mundo FIFA de 1990, sediada na Itália, na qual a seleção de seu país terminou na sétima colocação dentre os 24 participantes.

## Carreira em clubes
Em clubes, destacou-se no futebol francês, onde jogou entre 1982 e 1994, representando Lens, La Roche, Saint-Étienne e Martigues.
Após passagens por América do México, Standard de Liège, Carlisle United e Chengdu Wuniu, encerrou sua carreira pela primeira vez em 2001, quando jogava pelo Sliema Wanderers.
Em 2008, Pagal surpreendeu ao voltar aos gramados com 44 anos de idade, para defender o Tiko United. Encerrou a carreira em caráter definitivo no ano seguinte.

## Carreira na Seleção
Com a camisa da Seleção Camaronesa, Pagal jogou 20 partidas e marcou um gol. Além da Copa de 1990, jogou 2 edições da Copa das Nações Africanas. Mesmo sem jogar pelos Leões Indomáveis desde 1992, sonhava com a convocação para a Copa de 1994, porém o técnico Henri Michel não o lembrou na lista de 22 jogadores que disputariam a competição. Inconformado, o volante foi até o Aeroporto de Paris-Charles de Gaulle pedir explicações a Michel sobre não tê-lo convocado, e após o francês (que não tinha muita popularidade entre os camaroneses) não falar sobre o assunto, deu um soco no treinador.